# Dany Salvatierra
Dany Salvatierra Inca (San Isidro, Lima; 16 de julio de 1980) es un escritor peruano. Es autor de novelas, cuentos, ensayos, crónicas y artículos periodísticos. Fue uno de los primeros narradores latinoamericanos en desarrollar el género de ficción transgresiva. Su obra narrativa, calificada de irreverente y provocadora, combina el realismo, la ciencia ficción, el revisionismo histórico y la ficción distópica y especulativa. Su libro más reciente es la novela La mujer soviética (Planeta, 2019). También se desempeña como artista gráfico y DJ de música electrónica.

## Reseña biográfica
Hijo único de padres liberteños nacidos en el pequeño pueblo de Cachicadán, su familia migró a Lima a mediados de la década de 1960 y se estableció en el distrito de La Victoria. Sus primeros años transcurrieron en el epicentro de la violencia política, la escasez económica y el terrorismo que azotaban al país durante los años 80. Ante la imposibilidad de salir a jugar a la calle, creció influenciado por las telenovelas venezolanas y mexicanas de la época, que sembraron la semilla del melodrama en su carácter y lo impulsaron a interesarse por la literatura sentimental. En su adolescencia descubre a los autores del boom latinoamericano, las novelas de Manuel Puig y Mario Bellatín y, sobre todo, las películas de Pedro Almodóvar. Aquello lo motiva a estudiar cine en la facultad de Ciencias de la Comunicación de la Universidad de Lima, donde se gradúa a principios del 2002 con el grado de Bachiller. 
Tras alternar en trabajos disímiles como el diseño web, la enseñanza de idiomas en la Alianza Francesa de Lima y la redacción creativa en agencias de publicidad, en 2004 crea el blog Medication, que firma escondiéndose bajo el seudónimo de Cyan Uroh y se convierte en el blog personal más leído del Perú por dos años consecutivos. A partir de entonces se propone comenzar a escribir ficción.

## Trayectoria literaria
En 2008 gana una mención honrosa en los Juegos Florales de la Universidad de Lima con el cuento Cartas ortopédicas. El escritor Jorge Eslava lo invita a incorporarse al comité editorial de la revista universitaria Un vicio absurdo y a participar en el taller de literatura de dicha institución. Allí comienza a gestar y a escribir los cuentos que formarían parte de su primer libro, Terapia de grupo, publicado en 2010 por la editorial Estruendomudo en Lima, y en Chile en 2016 por Das Kapital Ediciones. 
En 2012 publica su primera novela, El síndrome de Berlín, ganadora del premio Luces del diario El Comercio a la Mejor Novela Peruana del año, y que sería publicada al año siguiente en Estados Unidos por la editorial neoyorquina Sudaquia. 
En 2013 es incluido en la antología El cuento peruano 2001-2010, con selección del crítico Ricardo González Vigil, publicada por Petroperú. 
En 2014 aparece Eléctrico ardor, su segunda novela. A pesar de abordar el incómodo tema del abuso sexual infantil, logra colarse en los conteos de mejores libros del año de diversos medios locales. La novela fue presentada en la Feria Internacional del Libro de Santiago y contó con distribución a lo largo del territorio chileno.
En 2015 la revista argentina The Buenos Aires Review publica su cuento inédito La guerra de los cosméticos, en inglés y en español. Ese mismo año es elegido como uno de los mejores narradores de su generación en la antología Selección peruana 2000-2015, con selección del escritor Ricardo Sumalavia, junto a autores como Daniel Alarcón, Katya Adaui, Francisco Ángeles, Gabriela Wiener, Sergio Galarza y Carlos Yushimito.
En 2016 se aventura a escribir un ensayo autobiográfico en inglés, The Mother, the Son and the Holy Spirit, para la revista norteamericana Hello Mr. 
En 2017 es invitado a la Feria Internacional del Libro de Bogotá y participa en una mesa sobre literatura con el autor español Luisgé Martín.
En 2018 vuelve a participar en la Feria Internacional del Libro de Santiago como parte del Club Lee FILSA, iniciativa dedicada a la promoción de la lectura en Chile.
En 2019 publica finalmente, tras cinco años de trabajo, su tercera novela, La mujer soviética, que es reconocida como uno de los mejores lanzamientos del año por la revista Caretas y el diario Correo. También debuta en la crónica policial en el libro "Crímenes en Lima" con un artículo periodístico sobre el infame asesinato de Gabriela Niño de Guzmán.

## Estilo e influencias
Salvatierra se diferencia de otros autores contemporáneos por abordar la ficción transgresiva, un género literario gestado en la literatura norteamericana que combina la ultraviolencia, el sarcasmo, los pasajes sórdidos, el humor negro y las descripciones altamente gráficas e hiperbólicas. Los temas que aborda se nutren de las novelas de Chuck Palahniuk, Bret Easton Ellis y A.M. Homes, aunque en sus últimos libros se ha decantado por el hiperrealismo, la ciencia ficción y el thriller. En la actualidad cita como sus autores favoritos a Flannery O'Connor, Jonathan Franzen, Jeffrey Eugenides, José Donoso y Mariana Enríquez. 
El escritor peruano Luis Hernán Castañeda, en un artículo para el blog Moleskine Literario de Iván Thays, define a la prosa de Salvatierra como "obsesiva y recargada, (...) posee giros de grandilocuencia irónica que hacen pensar en una versión bufa del estilo de Gabriel García Márquez." Además, dice sobre Terapia de grupo: "Dany Salvatierra sale bien librado de la apuesta que asume, no se limita a repetir la tarea iniciática de los vanguardistas: el texto pone en marcha una deshumanización, sin duda, pero la complementa con un proyecto 'transhumanizador', término del crítico italiano Renato Poggioli que designa una recreación de lo humano: en estos cuentos la materia del cuerpo, la misma carne humana, es puesta en escena como materia verbal y como carne de las palabras." De igual manera, el crítico Juan Carlos Méndez asegura que el autor "posee una imaginación desbordada y evidente ímpetu narrativo" 
En el portal peruano El Buen Librero, el comunicador y periodista cultural Gianfranco Hereña califica el obra del autor como "brutal y sarcástica" y asegura que Eléctrico ardor, "pese a tocar temas ya bastante tratados en la literatura peruana contemporánea, logra refrescar ese panorama (...). La contundencia de sus imágenes y el lenguaje bien usado en su prosa, llevan a pensar que estamos ante una narración auténtica, capaz de señalarnos que Salvatierra va consolidándose como un autor al que hay que seguir con expectativas de sobresalto". Según Rafael Gutiérrez, en Eléctrico ardor Salvatierra "crea un nuevo género del post-terrorismo en el que nada es lo suficientemente importante como para no poder deformarlo en una fantasía fácil de considerar moralmente corrupta, que es ciertamente más entretenida que reflexiva". Para Rosana López Cubas, Salvatierra es un autor "que no tiene límites." 
El guionista y escritor chileno Simón Soto afirma que Salvatierra "trabaja como un cirujano", pues su narrativa es "como un laboratorio donde confluyen elementos reconocibles, pero que mutilados y rearmados, construyen un universo particular y que cuesta arrancarse de los pensamientos." 

## Otros proyectos
Además de la literatura y el diseño gráfico, Salvatierra formó parte de la banda de covers Lolita Complex y del grupo electropop Playbots. Junto a los últimos participó en el disco tributo-homenaje a Christina Rosenvinge, Christina No Cometió Un Error (Ya Estas Ya, 2006) con una versión techno de la canción Yo no soy tu ángel. El disco reunía a bandas y agrupaciones de Latinoamérica y España y contó con el visto bueno de la propia Christina Rosenvinge. 
Desde 2005, Salvatierra realiza intervenciones como DJ con el alias de Popstitute. En 2010, luego de un viaje a Ibiza y las islas Baleares, se interesa por la música electrónica y comienza a mezclar sets de hora y media que difunde gratuitamente todos los meses en su cuenta de Mixcloud. En 2016 se aleja de su seudónimo y hasta la fecha continúa realizando sus Handmade Mixes, en los que combina el house, el techno, el drum'n'bass y el acid house. 

## Vida personal
Dany Salvatierra es multilingüe. Sus bisabuelos provienen de familias indígenas, españolas y japonesas. Escribe en español e inglés y habla fluidamente el francés, el japonés y el italiano.  
Actualmente vive y trabaja entre Lima y Boston, Massachusetts. 

## Obras

### Cuentos
- 2010 - Terapia de grupo, Estruendomudo / Das Kapital Ediciones (Chile, 2016)

### Novelas
- 2012 - El síndrome de Berlín, Estruendomudo / Sudaquia (EE. UU., 2014)
- 2014 - Eléctrico ardor, Estruendomudo
- 2019 - La mujer soviética, Planeta

### Crónica
- 2019 - Crímenes en Lima, Melquíades

### Antologías en las que aparece
- 2013 - El cuento peruano 2001-2010 (dos volúmenes, selección de Ricardo González Vigil), Petroperú
- 2015 - Selección peruana 2000-2015 (selección y prólogo de Ricardo Sumalavia), Estruendomudo

### Publicaciones en revistas
- 2009 - Cartas ortopédicas y Tazas de té (cuentos) en Un vicio absurdo N.º 5  (Universidad de Lima, Fondo editorial)
- 2015 - La guerra de los cosméticos (cuento) en The Buenos Aires Review (Argentina)
- 2015 - The Mother, the Son and the Holy Spirit (ensayo) en Hello Mr (EE. UU.)